# Страда Мадона дела Неве (Алесандрија)
Страда Мадона дела Неве је насеље у Италији у округу Алесандрија, региону Пијемонт.
Према процени из 2011. у насељу је живело 15 становника. Насеље се налази на надморској висини од 90 м.